# Andrei Veress
Andrei Veress (în maghiară Veress Endre, pseudonim Jean (Iános) Tatrosi; n. 15 februarie 1868, Bichiș, Békés, Ungaria – d. 24 noiembrie 1953, Pécs, Ungaria) a fost un istoric maghiar specializat în istoria Europei Răsăritene.
În anul 1913 a editat la Cluj monografia intitulată Transilvania, adresată în anul 1584 de Antonio Possevino papei Gregor al XIII-lea.

## Scrieri
- Fontes rerum Transylvanicarum, I–V, Budapesta–Veszprém, 1911–1921;
- Fontes rerum Hungaricarum, I–III, Budapesta, 1915–1918;
- Pictorul Barabás și românii, București, 1929;
- Documente privitoare la istoria Ardealului, Moldovei și Țării Românești, I–XI, București, 1929–1936;
- Bibliografia româno–ungară. Românii în literatura ungară și Ungurii în literatura română 1473–1878, I–III, București, 1931–1935;
- Báthory István király, Budapesta, 1937